# Macromitrium validum
Macromitrium validum är en bladmossart som beskrevs av Theodor Carl Karl Julius Herzog 1916. Macromitrium validum ingår i släktet Macromitrium och familjen Orthotrichaceae. Inga underarter finns listade i Catalogue of Life.